# Half-Life 2
Half-Life 2 (označovaný též HL2, HλLF-LIFE2 nebo také jednoduše λ2) je počítačová hra, která byla vyvinuta Valve Corporation a vydána firmami Sierra Entertainment a Valve 16. listopadu 2004. Je to pokračování známé FPS Half-Life. Vleklý vývoj hry zabral pět let a stál 40 milionů dolarů.
Hra byla vyvinuta společně s enginem Source a systémem Steam. Hra byla jako vůbec první, která používala Source engine a také fyziku Havok, byla první, která požadovala aktivaci přes Steam.
Stejně jako jeho předchůdce obdržela hra Half-Life 2 od všech kritiků pozitivní ohlas. Na hře byly pozitivně hodnoceny vlastnosti jako pokročilá fyzika věcí, animace, zvuk, umělá inteligence, grafika a příběh. Hra vyhrála 39 ocenění „Hra roku“ a v několika publikacích byla označena jako „Hra dekády“. Přes 6,5 milionu prodaných kusů, do 3. prosince 2008, dělá ze hry jednu z nejlépe prodávaných her historie (toto číslo neobsahuje prodeje přes Steam). Hru vlastní zhruba 11 milionů lidí.

## Gameplay
Half-Life 2 je, stejně jako jeho předchůdce Half-Life, first-person shooter, rozdělený do kapitol, v nichž se hráč ujímá Gordona Freemana. Hra používá stejné mechanismy jako jeho předchůdce: neustálé střídání prostředí, postupné přibývání zbraní a také drobné hádanky, založené na fyzikálním enginu. Hráč také začíná bez jakéhokoliv předmětu a pomalu, díky postupu ve hře, sbírá arzenál nutný pro boj. Podobné je také chování nepřátel: někteří spolupracují ve skupinách, někteří létají, někteří jsou ozbrojení, někteří využívají různých charakteristických pohybů a někteří jenom číhají. Hráč je může zabíjet přímo (pomocí zbraní), nebo nepřímo pomocí prostředí (shodit auto na nepřátele, zapálit plyn, pustit elektřinu) a nebo pomocí výbušných barelů.
Hra využívá detailní simulaci fyzikálních jevů. Díky tomu jsou ve hře použity drobné hádanky založené na fyzikálních jevech, které jsou na rozdíl od prvního dílu (ve kterém jsou použity hádanky, jejichž řešením bylo správné nastavení tlačítek) založeny na posunování a přemisťování věcí. Řešení hádanek bylo většinou založeno na hmotnosti, velikosti a vztlaku věcí. Například na začátku hry je hráč nucen poskládat bedny, aby po nich mohl vyskákat do okna, jenž je umístěno několik metrů nad zemí.
Hra nemá cutscény, ani žádné další formální zobrazení příběhu. Místo toho je hráč nucen sledovat různé stopy a vodítka, která mu pomůžou pochopit situaci. Hodně z chybějícího spojení mezi prvním a druhým dílem je možno vyčíst z rozhovoru s hlavními postavami.

## Inovace
První byl vylepšený HEV oblek obohacen o nové možnosti, přičemž nyní kromě poskytování protijedu při otravě či ochraně v podmínkách nehostinných pro život a světla poskytoval také možnosti krátkodobého sprintu, kdy Gordonova kondice byla podporována energií (která se ve speciálních článcích po určité době sama dobíjí). Později v updatu byl také obohacen zoomem, který ale, kvůli absenci možnosti střelby, nebyl příliš využit. Hlavní změnou druhého dílu ovšem byla přítomnost fyzikálního enginu, který byl v době vydání (a vlastně i nyní je) považován za jeden z nejzdařilejších. Designéři Valve (v čele s hlavním mozkem a mluvčím Gabe Newell) totiž dokázali hru navrhnout tak, aby hráč fyzikální engine využívat musel. Tato změna je asi stejně podstatná jako vzájemné krytí nepřátel v díle prvním. Některé hádanky byly na využití gravitace přímo postaveny, většinou šlo však o velice jednoduché úkony, které po několika sekundách přemýšlení udeřily do očí. Co se umělé inteligence nepřátel týče, společně například s Far Cry patří k nejlepším, co je v počítačových hrách k vidění, ani zde tedy Valve svou laťku nesnížili. Nepřátelé se účinně kryjí, snaží se hráče všelijak obejít a přelstít, i nepřátelská fauna se chová velice inteligentně (i když pudově). Hráč cestou potká několik NPC, které se ze všech sil snaží hráči pomoci, ačkoliv příliš nepřátelské palby nevydrží.

## Nepřátelé

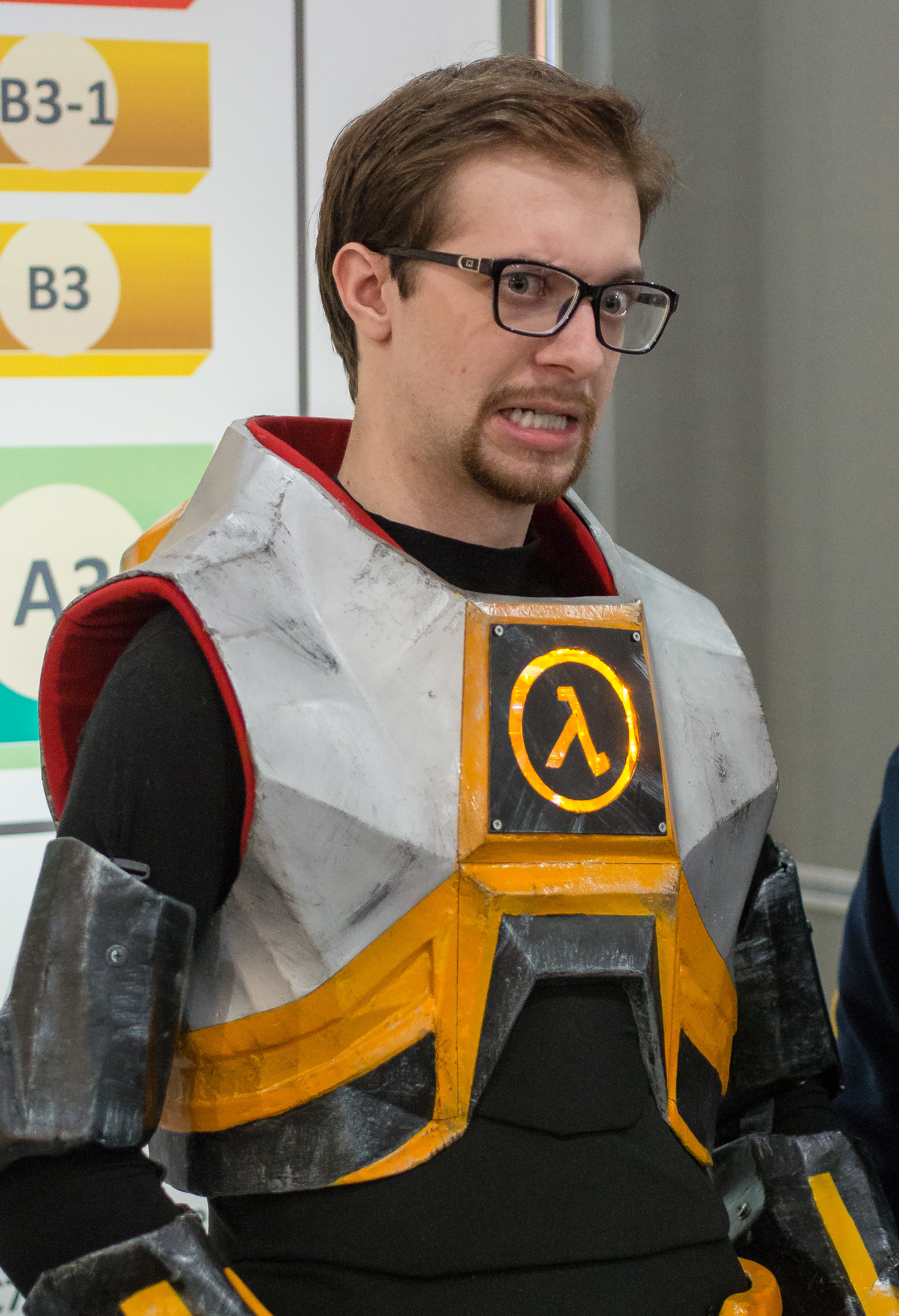
Cosplay postavy Gordona Freemana.

- Headcrab – Potvůrka známá již z původního Half-Life. Lidským obětem se přisaje na hlavu a po krátké době se nabourá do nervového systému. Tím je později dokáže ovládat, vzniká tak zombie. Hlavní nebezpečí je v tom, že skáče po hlavě a kouše. Combine pro headcraby vyvinulo i speciální rakety, které unese asi 3 headcraby. Útočí na vše, kromě ostatních headcrabů.[13]

- Jedovatý headcrab – Jedná se o novou verzi headcraba. Vydrží toho mnohem více, přežije až čtyři zásahy pistolí. Nezabíjí, ale těžce ohrožuje svým jedem. Tím oběť velmi oslabí. HEV oblek ovšem dokáže zdraví postupně regenerovat, takže po kousnutí jedovatým headcrabem onen jed zcela odbourá. Útočí na vše, kromě ostatních headcrabů.[13]

- Rychlý headcrab – Rychlejší verze headcraba. Není jedovatý, ale je obtížné ho zničit. Dokonce i skáče dále. Výdrž má však stejnou, jako klasický headcrab. Útočí na vše, kromě ostatních headcrabů.[13]

- Zombie – Jedná se opět o starého známého z HL1. Oběť headcraba, headcrab jej potom dále ovládá. Příliš nevidí, ale dobře slyší a používá veškerou svoji sílu, proto je hodně silný a má výdrž. Jeho nevýhodou je, že je neohrabaný a pomalý. Přežije i celé dny v radioaktivním prostředí. Útočí na vše, kromě ostatních zombií/headcrabů.[13]

- Rychlá zombie – Oběť rychlého headcraba. Po napadení headcrabem se jí odbourává veškerá kůže, tuk a vnitřní orgány. Je z toho důvodu neuvěřitelně rychlý. Je také hodně slyšet, dělá totiž různé zvuky, i když je v klidu. Největší množství hráč objeví v Ravenholmu, kde na jejich likvidaci dostane od místního faráře brokovnici. Útočí na vše, kromě ostatních zombií/headcrabů.[13]

- Jedovatá zombie – Na jedovaté zombii je vždy přichyceno asi pět jedovatých headcrabů. Jeden klasicky na hlavě a ti zbylí na zádech. Ti na vás ovšem mohou buď skákat nebo je bude zombie házet. Lépe než tradičními zbraněmi je lepší používat výbušniny – při zastřelení totiž headcrabové přežívají.[13]

- Zombine – Je to Combine voják napadený Headcrabem. Pohybuje se jako Zombie, ale dokáže se rozběhnout proti vám a je mnohem silnější. Neběží však tak rychle jako rychlá zombie. Je velmi nebezpečný ve chvíli, kdy odjistí s sebou nesený granát. V tu chvíli se rozbíhá proti nepřátelům s granátem v ruce, což se mu stane smrtelným. Poprvé se s ním setkáte v Half Life 2: Episode One.[13]

- Metro police  – Jak jejich název napovídá, jsou to jednotky primárně určené k udržování „pořádku“ v City 17. Jejich výzbroj tvoří elektrický obušek, pistole, později samopaly. Potkáte je hlavně na začátku hry, kde je vidíte terorizovat občany City 17. Dají se velice snadno naštvat. Pokud po nich například hodíte flašku, hned vám to „vrátí“ obuškem.[13]

- Voják Combine – Jednotka nasazovaná k boji proti rebelům, antlionům i zombiím. Vydrží toho zhruba dvakrát více než jednotka Domobrany. Disponuje buď samopalem, brokovnicí, nebo pulzní puškou. Umí házet granáty.[13]

- Elitní voják Combine – Jsou to elitní jednotky, které v pozdějších fázích hry vedou do boje skupinky Combine vojáků. Používají výhradně pulzní pušku a jako jediní dokáží používat i její sekundární mód. Vydrží ještě více, než Combine voják a jakmile k nim přiletí granát, neváhají a rozprchnou se na všechny strany. Takticky jsou obecně velmi vyspělí. Mají bílou uniformu a ve větším množství představují vážný problém. V Citadele tvoří převážně ochranku dr. Breena.[13]

- Roller Mine – Je to pohyblivý stroj ve tvaru koule, který při střetu s nepřítelem vyšle elektrický impuls. Na kovové objekty (nejčastěji auto) se dokáže přisát. Dá se zničit pomocí výbušniny - tehdy exploduje spolu s ní. Dá se však odhodit Gravity Gunem. V pozdějších epizodách HL2 dokáže Alyx pomocí EMP impulsů přeprogramovat tuto minu proti nepřátelům. Mina je potom ale nestabilní a po krátké době exploduje.[13]

- Manhack – Malý létající robůtek s malou pilou. Vyskytuje se hlavně na začátku hry. Taktickým řešením je nedostat si ho blíže k tělu, např. postupným ostřelováním. Ve větším počtů jsou manhackové celkem nebezpeční.[13]

- Combine Strider – Je to bojový tripod, který má za úkol zničit všechny nepřátelské vojáky. Na své nohy může kohokoliv lehce nabodnout. Disponuje těžkým pulzním kulometem (silnější obdoba pulzní pušky) a antihmotovým dělem, které je schopné cokoli v momentě rozložit. Zničit se dá pomocí raketometu, sekundární střelby z pulzní pušky a granátu z MP7 (samopal), v dalších verzích i střelnými zbraněmi.[13]

- Antlion (antlionská dělnice) – Antlioni jsou hmyzí rasa, která se na zem dostala při Portálových Bouřích. Doslovný překlad zní mravkolev, což je druh hmyzu. Opravdu tak vypadá, ale ve hře je podstatně větší. Žijí hlavně v podzemí, především v písku, ale prohrabe se i v betonech. Umí krátkodobě létat a při střetu s nepřítelem do něj začne mlátit svýma předníma nohama. Převrácený nazad se nedokáže převrátit zpět a také neumí plavat. Později získá hráč antlioní feromony, kterými je bude moci ovládat. V dalších verzích se hráč setká i s rojišti antlionů, které lze zničit ucpáním velkým předmětem. Také zavítá do podzemních líhnišť, kde odpočívají larvy antlionů. Antlioni mají složité sociální struktury, každé hnízdo obývá několik královen. Podobně jako včely tvoří antlioni plástve s vajíčky.[13]

- Antlion Guard – Je to strážce antlioních larev. Nedokáže sice vůbec létat, ale vydrží toho podstatně více. Útočí svou hlavou a nedělá jí problém prokopnout předníma nohama betonovou zeď. Poté, co ji zabijete poprvé, z ní vortigaunt vypreparuje feromony (vábničku). Ta dokáže vládnout antlionům. Ve hře se vyskytne celkem třikrát.[13]

- Automatická kulometná věž - mobilní – Automatický kulomet, známý z Half-Life, zde ovšem nejde zničit jinak než shozením na zem. Po modifikaci lze tento kulomet použít proti nepřátelům.[13]

- Combine Gunship – je vzdušný bojový synth combine. Disponuje pulzním kulometem. Na její sestřelení stačí na nejlehčí obtížnost 3 zásahy raketou. Raketám se ale dokáže dost dobře vyhýbat a sestřelovat je.[13]

- Attack Chopper – Jedná se o vrtulník s obrovskou výdrží. K dispozici má silný pulzní kulomet (který se musí dobíjet) s velkým rozptylem střel na vzdálenost. Dokáže házet miny, které ale mají přednastavenou maximální dobu do výbuchu v řádu sekund.[13]

- Combine Dropship – Loď velice podobná Gunship, ale slouží pouze k přepravě věcí a vojáků. Dokáže přenášet Stridery, APC (viz níže) a jakési kontejnery, ze kterých vždy vystoupí 4–6 vojáků Combine. Tyto kontejnery se dají zničit. Pokud přepravuje vojáky, má k dispozici pulzní kulomet, jinak je neozbrojená.[13]

- Combine APC – Jde o bojové vozidlo vybavené pulzním kulometem s vysokou kadencí. S ním střílí pouze na blízké cíle, na ty vzdálenější vystřeluje naváděné rakety (stejné, jaké se používají do raketometu). Na jeho zničení stačí na lehkou obtížnost 4 rakety. Combine jej také využívají jako generátor elektrického proudu.[13]

- Scanner – Létající kamera, která fotí, natáčí, sleduje a jinak otravuje obyvatelům City 17 život. Jakmile vás v misích Anticitizen one a Follow Freeman vyfotí, přivolá stridera (viz výše). Po jejich zničení z nich občas vypadne článek baterií do H. E. V. obleku.[13]

## Zbraně
- Páčidlo – Zbraň známá již z původního Half-Life. Účinnost nízká, hodí se především pro ničení malých věcí (beden apod.)[14][15]

- Pistole (USP Match) – Není příliš účinná, ale je docela přesná i na větší vzdálenost. Má zásobník na 18 nábojů. K tomu můžete s sebou nést dalších 150 nábojů.[16]

- .357 Magnum – Hodně silná a velice přesná zbraň. V zásobníku můžete mít 6 nábojů, s sebou potom jen dalších 12.[14]

- SMG1 – Základní rychlopalná zbraň, jež je založena na samopalu Heckler & Koch MP7. Je relativně silná, avšak je silná pouze na blízkou vzdálenost, neboť je poměrně nepřesná. Primárním módem střílíte, sekundárním pak vystřelíte granát. V zásobníku máte 45 nábojů, s sebou pak můžete mít maximálně 225 dalších nábojů a 3 granáty.[14][17]

- Pumpovací brokovnice (SPAS-12) – Tuto zbraň dostanete poprvé od Otce Grigoriho. Zbraň je účinná především proti zombíim, ale lze ji využít i proti vojákům. Na blízkost má smrtící účinnost. Na větší dálku už je téměř neúčinná. Primární mód střílí z jedné komory, sekundární z obou komor najednou. V zásobníku může být 6 nábojů + dalších 30 nábojů můžete nést s sebou. Nabíjí se náboj po náboji.[14][18]

- Kuše (crossbow) – Velice silná a velice přesná zbraň. Zdolá jednoduše i královnu antlionů. Kuše je nepřesná pouze v okamžiku, kdy střela letí po balistické křivce. Je možné mít vždy jednu nabitou střelu a dalších 10 s sebou. Sekundárním módem si přiblížíte pohled (zoom).[14][19]

- Gravity Gun – Zero Point Energy Field Manipulator – Pomocí nulového gravitačního pole s ní lze přitahovat a odhazovat nejrůznější předměty. Primární mód odhazuje věci, sekundární je přitahuje. Po přitáhnutí můžete věc buď opět položit sekundárním nebo odhodit primárním módem. V citadele se změní na super gravity gun. Spekuluje se o přidání funkce tvorby portálů do dalších verzí HL2.[14][20]

- RPG – Raketomet známý z Half-Life. U sebe můžete mít jen 3 rakety.[14]

- AR2 – Pulsní puška mimozemského původu. 30 nábojů + 60 v zásobě. Užitečná zvláště proti pozemním jednotkám. Sekundární mód umožňuje vrh níčivých plasmatických koulí (max. 3 v zásobě).[14][21]

- HE granát – Ruční granát, který lze házet buď vrchem, nebo spodem a nechat ho dokutálet se k cíli.[14]

- Mimozemské feromony – Hráč s nimi může přimět antliony, aby mu sloužili. Primárním módem je hodíte a sekundárním budou Antlioni následovat vás. Máte jich neomezené množství.[14]

## Další epizody
- Half-Life 2: Lost Coast – Volně vydané demo jedné mise, která měla být původně součástí Half-Life 2, ale tvůrci se rozhodli, že ji přepracují na demonstrační HDR demo. Je distribuován přes Steam a je zdarma pro vlastníky Half-Life 2.
- Half-Life 2: Episode One – Přímé pokračování původního Half-Life 2.
- Half-Life 2: Episode Two – Zatím poslední pokračování, protože Episode Three je zatím stále v nedohlednu.

## Modifikace
Half-Life 2 si získala přízeň moderů a vznikly kvalitní mody jak single-playerové, tak multiplayerové. Half-Life 2 je nejvíce modifikovaná hra ze všech, pro tuto hru vzniklo nespočet modifikací od hororových módů po hopsačky či zahradničení.